# Układ o przeżycie
Układ o przeżycie – w prawie zwyczajowym funkcjonującym w feudalnej (średniowiecznej i nowożytnej) Europie była to umowa, na mocy której strona żyjąca po śmierci drugiej obejmuje władztwo nad podległymi jej ziemiami. Najczęściej układały się strony o podobnej kondycji majątkowej.

## Zasady układu
Najczęściej układ o przeżycie zawierali władcy, z których przynajmniej jeden był w podeszłym wieku, a obaj byli bezdzietni. Zdarzało się, że panujący byli równolatkami, a dotyczyło to zazwyczaj braci-parów pragnących, by po śmierci jednego z nich jego władztwo trafiło w ręce drugiego – a nie jak to groziło w tym wypadku – w ręce wspólnego seniora.
Układ o przeżycie powinien był być każdorazowo zatwierdzony przez zgromadzenie notabli ziem, w których rządzili umawiający się, przy czym ewentualni następcy zobowiązywali się do przestrzegania praw i przywilejów obowiązujących we władztwie drugiej strony umowy. W przypadku, gdy przynajmniej jedna z ziem była wasalna, do zawarcia układu wymagana była zgoda seniora.

## Darowizna
Analogiczne do układów o przeżycie (umów mortis causa, łac. na wypadek śmierci) funkcjonowały darowizny (umowy inter vivos, łac. między żyjącymi), funkcjonujące jako zabezpieczenie spadku. W takich sytuacjach jedna ze stron darowała całą swoją własność drugiej (była to sukcesja uniwersalna). Gdy stronami byli monarchowie, młodszy z nich (sukcesor) zostawiał starszemu (alienującemu) dożywotnie korzystanie i pobieranie pożytków z alienowanej własności.

## Wystąpienia w historii Polski
Pierwsze wiadomości o zawarciu takiego układu w Polsce mamy w przypadku umowy pomiędzy księciem wielkopolskim Władysławem Laskonogim a krakowskim Leszkiem Białym w 1217 roku. Obaj adwersarze nie posiadali w chwili zawarcia umowy dzieci, jeden z układających się był znacznie starszy (Władysław miał około 53 lat, Leszek 31), wreszcie w obu wypadkach na temat następstwa wypowiedzieli się możni.
W praktyce urodzenie się jednemu z umawiających się męskiego potomka nie zawsze było równoznaczne (tak jak w przypadku Laskonogiego i Leszka) z faktycznym anulowaniem umowy.
W historii Polski doszło do następujących układów o przeżycie:
- w 1217 roku – pomiędzy Leszkiem Białym i Władysławem Laskonogim
- w 1282 roku – pomiędzy Mściwojem II Pomorskim a Przemysłem II Wielkopolskim (według niektórych historyków była to forma darowizny za życia)
- w 1287 roku – pomiędzy Leszkiem Czarnym, Henrykiem IV Probusem, Przemysłem II i Henrykiem III Głogowczykiem (według Oswalda Balzera; współczesna historiografia raczej wyklucza możliwość zawarcia układu)
- w 1293 roku – pomiędzy Przemysłem II, Kazimierzem II Łęczyckim i Władysławem Łokietkiem
- w 1318 roku – pomiędzy Leszkiem inowrocławskim a Przemysłem inowrocławskim
- w 1326 roku – pomiędzy Przemkiem głogowskim, Henrykiem IV Wiernym i Janem ścinawskim
- około 1330 roku – pomiędzy Henrykiem I jaworskim a Bolkiem II Małym
- w 1511 roku – pomiędzy Walentynem raciborskim i Janem II Dobrym opolskim. Do układu tego, na sugestię króla Władysława II Jagiellończyka – jako król czeski był suwerenem obu książąt – został włączony siostrzeniec króla, margrabia Jerzy von Ansbach (późniejszy książę Karniowa).